# Streitmandl
De Streitmandl is een berg in de deelstaat Salzburg, Oostenrijk. De berg heeft een hoogte van 2.360 meter.
De Streitmandl is onderdeel van het Tennengebergte.